# Saguenay–Lac-Saint-Jean
Saguenay–Lac-Saint-Jean – jeden z 17 regionów administracyjnych w prowincji Quebec, w Kanadzie.
Położony jest na północ od rzeki Świętego Wawrzyńca, swoją nazwę bierze od jeziora Saint-Jean i rzeki Saguenay, wokół których skupia się prawie cała ludność. Saguenay–Lac-Saint-Jean podzielone jest na 4 regionalne gminy hrabstwa oraz 49 gmin.
Saguenay–Lac-Saint-Jean ma 274 880 mieszkańców. Język francuski jest językiem ojczystym dla 98,8%, angielski dla 0,6% mieszkańców (2011).
Regionalne gminy hrabstwa (MRC):
- Lac-Saint-Jean-Est
- Le Domaine-du-Roy
- Le Fjord-du-Saguenay
- Maria-Chapdelaine

Jedna gmina znajduje się poza MRC:
- miasto Saguenay

Jedna gmina autochtoniczna znajduje się poza MRC:
- rezerwat indiański Mashteuiatsh